# Gabrielle Scollay
Gabrielle Scollay es una actriz australiana, más conocida por haber interpretado a Amy Reed en Blue Water High.

## Biografía
Gabrielle tiene dos hermanos mayores: Tom y Joel Scollay.
Salió con el actor Ryan Corr, a quien conoció mientras trabajaron en la serie Blue Water High.

## Carrera
En el 2006 se unió al elenco de la segunda temporada de la serie Blue Water High donde interpretó a la surfista Amy Reed.
En el 2007 apareció como invitada en varios episodios de la serie australiana Home and Away donde interpretó a Tamsyn "Tam" Armstrong, la hija de la enfermera Heather McCabe (Olivia Pigeot) y media hermana de la doctora Rachel Armstrong (Amy Mathews) y el maestro Brad Armstrong (Chris Sadrinna). Tam decidió mudarse de la bahía con Brad cuando este decidió mudarse a Tasmania para trabajar como maestro.
En el 2009 apareció en la película A Model Daughter: The Killing of Caroline Byrne donde interpretó a Deanna Byrne, la hermana menor de Caroline Byrne (Cariba Heine) quien desaparece y su cuerpo nunca es encontrado.
En el 2011 apareció en un episodio de la serie Rescue Special Ops donde dio vida a Kate Marchello, la hija del coordinador de la estación de rescate Vince Marchello (Peter Phelps).
En el 2012 apareció como invitada en tres episodios de la serie Dance Academy donde interpretó a la bailarina Lexie.

## Filmografía
Series de televisión
| Año  | Serie              | Personaje        | Notas                |
| ---- | ------------------ | ---------------- | -------------------- |
| 2012 | Dance Academy      | Lexie            | 3 episodios          |
| 2011 | Rescue Special Ops | Kate Marchello   | episodio "The Dunes" |
| 2007 | Home and Away      | Tamsyn Armstrong | 3 episodios          |
| 2007 | Dangerous          | Catriona         | 6 episodios          |
| 2006 | Blue Water High    | Amy Reed         | 26 episodios         |

Películas
| Año  | Título                                          | Personaje    | Notas                                                                                             |
| ---- | ----------------------------------------------- | ------------ | ------------------------------------------------------------------------------------------------- |
| 2012 | Knee Length Socks                               | Joven        | corto                                                                                             |
| 2009 | A Model Daughter: The Killing of Caroline Byrne | Deanna Byrne | junto a Garry McDonald, David Lyons, Cariba Heine, Gyton Grantley, Indiana Evans y Dieter Brummer |